# Karl Heinrich Rosenbusch

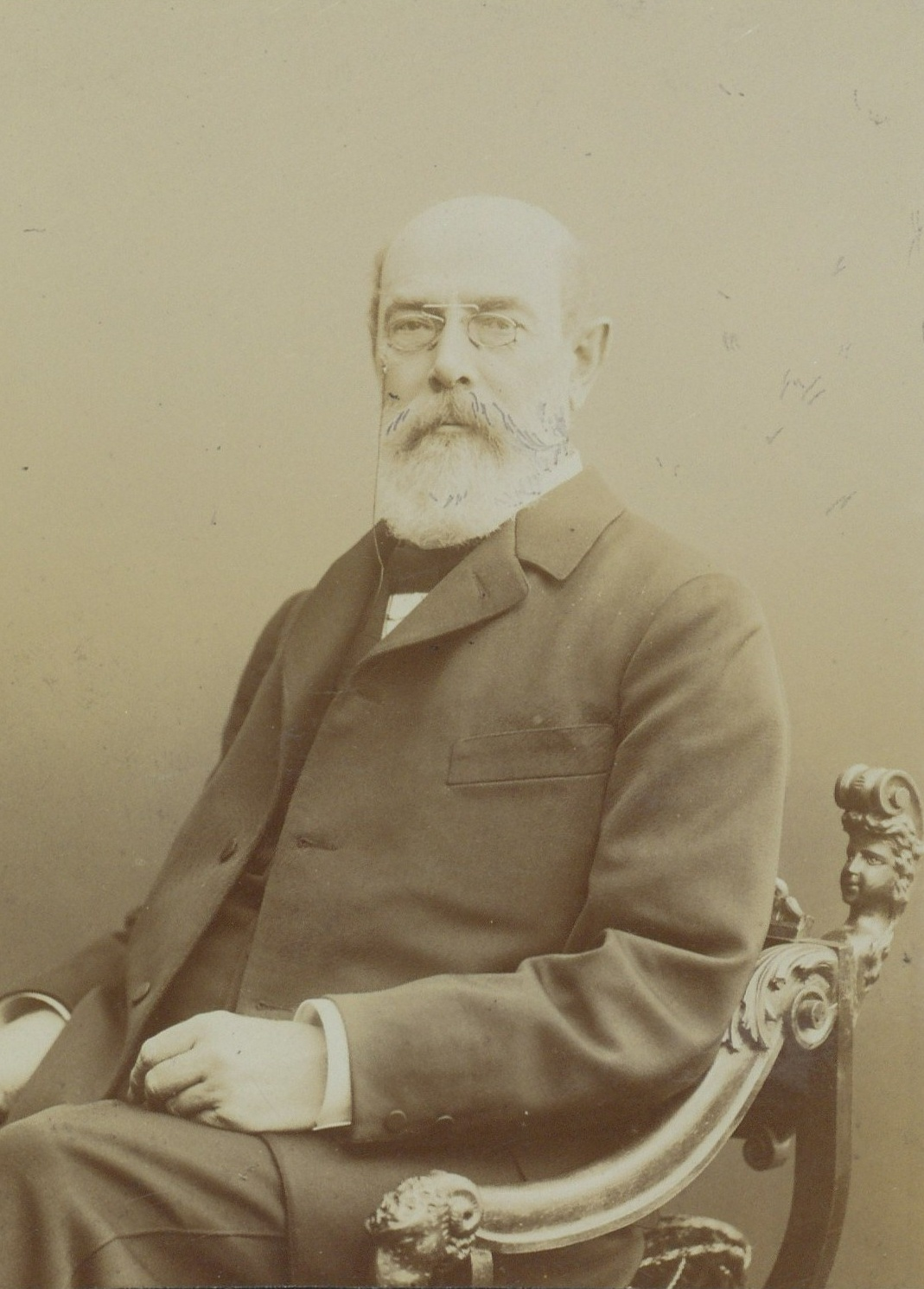
Harry Rosenbusch

Karl Heinrich Ferdinand Rosenbusch, genannt Harry Rosenbusch, (* 24. Juni 1836 in Einbeck; † 20. Januar 1914 in Heidelberg) war ein deutscher Mineraloge, Petrograph und Pionier der systematischen Untersuchung von Gesteinen mit Hilfe des  Polarisationsmikroskops.

## Leben
Rosenbuschs Vater, Georg Heinrich Wilhelm Rosenbusch, war Waisenhauslehrer in Einbeck und starb, als Harry sieben Jahre alt war. Seine Mutter konnte ihn dennoch auf das Gymnasium Andreanum in Hildesheim schicken; 1855 begann er in Göttingen ein Studium der klassischen Philologie und Philosophie, das er zwei Jahre später jedoch aus finanziellen Gründen zu unterbrechen gezwungen war, um nach Brasilien zu reisen und dort eine Stelle als Hauslehrer anzutreten. 1862 kehrte er nach Deutschland zurück, wo er sich nach dem Besuch einer Vorlesung des Chemikers Robert Wilhelm Bunsen spontan dazu entschlossen haben soll, auf ein naturwissenschaftliches Studienfach umzuschwenken. Im Jahre 1869 wurde er nach Dissertation und Habilitation Privatdozent für Mineralogie. 1871 gehörte er zu den Gründungsmitgliedern des Oberrheinischen Geologischen Vereins. Rosenbusch lehrte und forschte von 1873 bis 1877 als Professor für Petrographie und Mineralogie an der Universität Straßburg und danach an der Ruprecht-Karls-Universität Heidelberg. Hier war u. a. Alexander Jewgenjewitsch Fersman unter seinen Studenten.  Mit Rudolf Fuess entwickelte er das erste petrografische Mikroskop aus deutscher Produktion. 1888 wurde Rosenbusch erster Direktor der Großherzoglichen Badischen Geologischen Landesanstalt. Als erste Landesgeologen berief er Adolf Sauer und Ferdinand Schalch.

## Wissenschaftliches Wirken

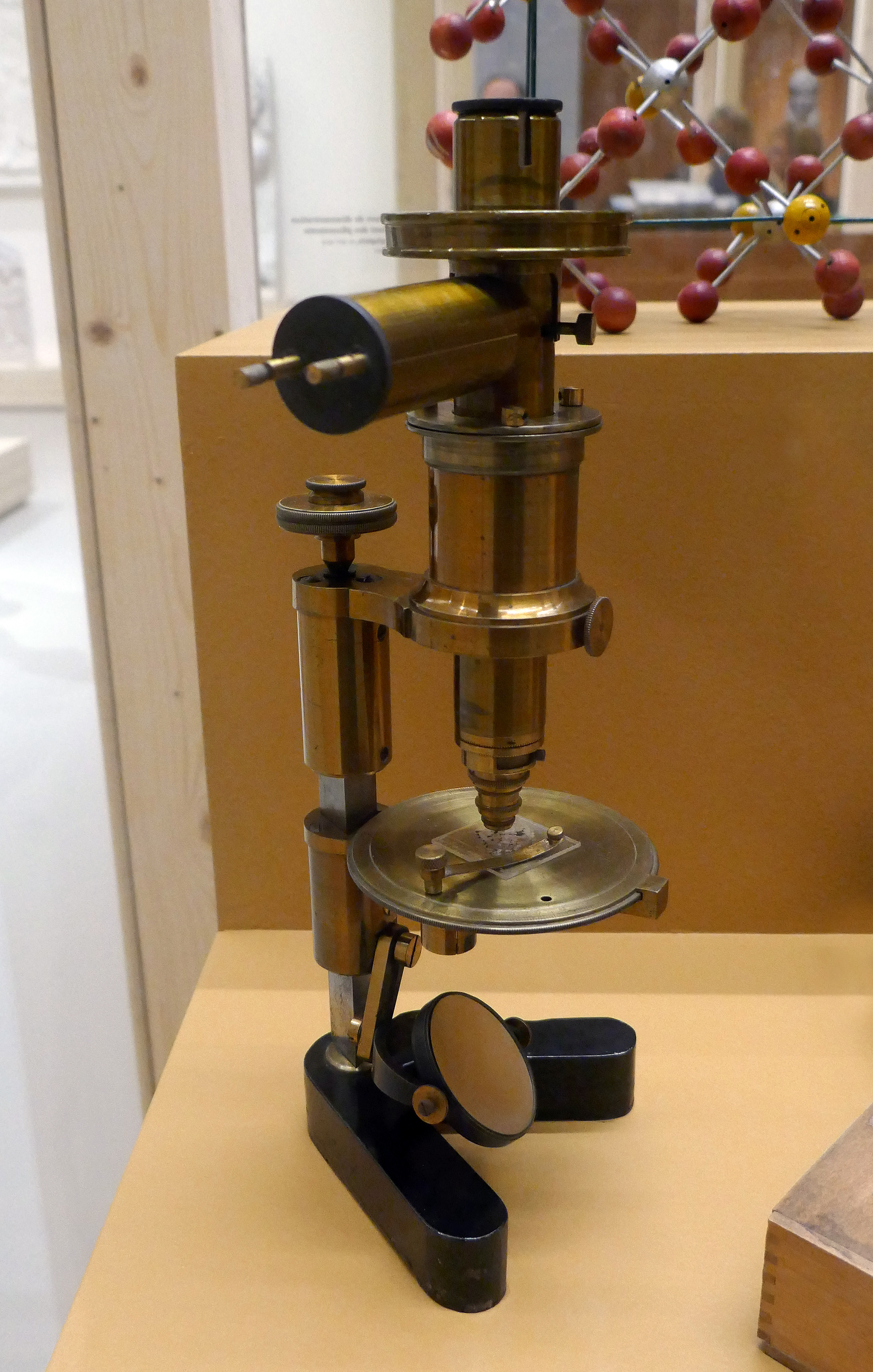
Petrografisches Mikroskop (Fuess)

Bereits in seiner Dissertation verwendete Rosenbusch die Technik der Untersuchung von Dünnschliffen zur petrographischen Analyse der Gesteine. Diese Technik war zu diesem Zeitpunkt gerade erst seit wenigen Jahren im deutschsprachigen Raum bekannt, nachdem zunächst der Bonner Geologe Ferdinand Zirkel sie von dem englischen Wissenschaftler Henry Clifton Sorby erlernt und in das Methodenrepertoire der Petrographie eingeführt hatte. Im Gegensatz zu Zirkel und dessen Schwager Hermann Vogelsang, deren Interessen in diesen frühen Jahren zunächst eher auf die Untersuchung von Fragen der Gesteinsentstehung mittels Dünnschliffuntersuchungen gerichtet waren, erkannte Rosenbusch die Bedeutung der Methode für die optische Bestimmung der gesteinsbildenden Minerale sowie für die Möglichkeiten quantitativer Analysen der Gesteinszusammensetzung. Dies stellte gegenüber den bisher einzigen Möglichkeiten zur optischen Untersuchung von Gesteinen mit dem bloßen Auge bzw. bei Lupenvergrößerung einen wesentlichen Fortschritt dar und führte dazu, dass sich die Anzahl der wissenschaftlich beschriebenen Gesteinsarten in den folgenden Jahrzehnten vervielfachte. Rosenbusch selbst hat ausdrücklich zu solchen Neubeschreibungen und -benennungen ermutigt (zitiert nach):
„Wer einen neuen Begriff findet, oder aufstellt, hat nicht nur das gute Recht, sondern auch die Pflicht, einen Ausdruck für denselben zu schaffen.“
Zwar wurden schon früh warnende Stimmen laut, dass dieser Ansatz (ohne die gleichzeitige Einführung einer verbindlichen Systematik der Gesteine) zu Zersplitterung und Unübersichtlichkeit führen könne, doch konnte dies die Entwicklung nicht aufhalten: Hatte Rosenbusch selbst im Jahre 1898 bereits 242 Namen allein für magmatische Gesteine aufgeführt, wo sein Kollege Ferdinand Zirkel im Jahre 1866 erst 97 Namen gekannt hatte, so waren es im Jahre 1963 bereits rund 4000 Namen. In vielen Fällen handelte es sich dabei um Lokalnamen oder Phantasiebezeichnungen, die keinen Bezug zur Natur des Gesteins hatten. Die International Union of Geological Sciences versucht derzeit, durch die Einführung von Empfehlungen zur systematischen Nomenklatur von magmatischen und metamorphen Gesteinen diese Zahl zu verringern.
In seiner Straßburger Zeit beschäftigte sich Rosenbusch daneben mit Forschungen zur Metamorphose; auf ihn geht u. a. die Unterscheidung von Regional- und Kontaktmetamorphose zurück. In Heidelberg traten als weiterer Schwerpunkt die Untersuchungen zu Ganggesteinen hinzu.

## Würdigungen

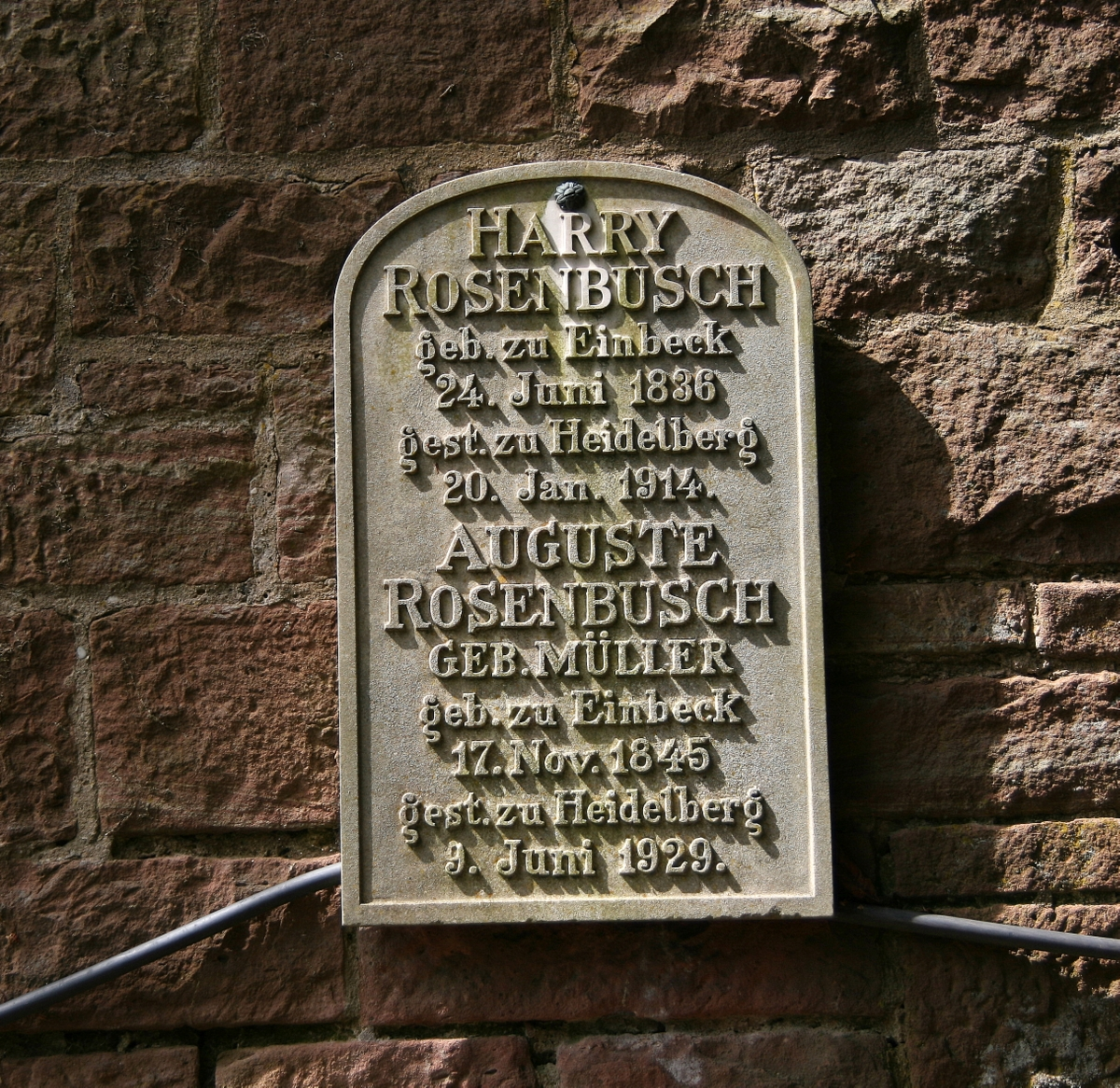
Rosenbuschs Grabtafel auf dem Bergfriedhof in Heidelberg

- 1882 Korrespondierendes Mitglied der Göttinger Akademie der Wissenschaften[6]
- 1885 Mitglied der Königlich Schwedischen Akademie der Wissenschaften
- 1887 Korrespondierendes Mitglied der Preußischen Akademie der Wissenschaften
- 1899 Korrespondierendes Mitglied der Académie des sciences[7]
- 1902 Korr. Mitglied der Bayerischen Akademie der Wissenschaften
- 1903 Auszeichnung mit der Wollaston-Medaille
- 1904 Mitglied der National Academy of Sciences

## Werke
- Mikroskopische Physiographie der Mineralien und Gesteine. 1. Mikroskopische Physiographie der petrographisch wichtigen Mineralien. Schweizerbart, Stuttgart 1873. (Digitalisat)
- Die mikroskopische Physiographie der massigen Gesteine
- Elemente der Gesteinslehre, Schweizerbart 1923 (Neuauflage mit Alfred Osann)
- Einleitende Bemerkungen über die neue geologische Landes-Aufnahme von Elsass-Lothringen. Schultz, Straßburg 1875. (Digitalisat)